# Lajos Bokros
Lajos András Bokros Ph.D. (* 26. červen 1954 Budapest) je maďarský ekonom, politik, předseda mimoparlamentní strany Moderní Maďarsko. V letech 1995 až 1996 zastával post ministra financí v levicové vládě Gyuly Horna. V období 2009 až 2014 byl poslancem Evropského parlamentu za konzervativní MDF. V roce 2014 neúspěšně kandidoval na primátora Budapešti.

## Biografie
Vystudoval ekonomii na Marx Károly Közgazdaságtudományi Egyetemen (dnešní Budapesti Corvinus Egyetem). Během studia v pátém ročníku požádala o stipendium v Panamě. Je držitelem titulu Ph.D.
V průběhu 80. let pracoval v různých postech na ministerstvu financí a v Maďarské národní bance. Počátkem 90. let také na Burze cenných papírů v Budapešti. Od roku 1991 byl CEO v Budapest Bank.
V letech 1995 až 1996 byl ve vládě Gyuly Horna ministrem financí Maďarska. V této funkci proslul svými úspornými opatřeními známé jako Bokrosův balíček (Bokros-csomag).
Působil rovněž jako profesor ekonomie na Közép-európai Egyetem (CEU) a Eötvös Loránd Tudományegyetem (ELTE).
Roku 2007 bylo jeho jméno spolu s dalšími jako György Surányi, Júlia Király nebo András Simor zmíněno jako potenciální nástupce na post prezidenta Maďarské národní banky.
Ve volbách do EP 2009 byl na prvním místě kandidátky MDF a stal se jediným europoslancem strany v EP a zároveň jediným zástupcem ECR a AECR z Maďarska. Je členem Rozpočtového výboru a Delegace pro vztahy s Albánií, Bosnou a Hercegovinou, Srbskem, Černou Horou a Kosovem.
Pro maďarské parlamentní volby 2010 byl kandidátem MDF na post premiéra. Strana se však se ziskem 2,67% do parlamentu po 20 letech nedostala.
V komunálních volbách 2014 kandidoval na post primátora hlavního města Budapešti. Se ziskem 36,04% skončil druhý za vítězem Istvánem Tarlósem.

### Osobní život
Ačkoliv není věřící, v rámci rodinné tradice jeho osobnost a život významně ovlivnila reformovaná protestantská etika.
Krom své rodné maďarštiny plynně hovoří anglicky, španělsky a rusky, dále dokáže komunikovat německy, chorvatsky a rumunsky. Má i základní znalost slovenského jazyka.